# Pontiacovo povstání
Pontiacovo (počeštěně Pontiakovo) povstání (také Pontiacova válka, vzpoura nebo spiknutí) byla válka zahájená v roce 1763 volnou konfederací indiánských kmenů a skupin z oblasti Velkých kanadských jezer, Illinois a Ohia. Indiáni se postavili proti politice Velké Británie v tomto regionu po britském vítězství ve francouzsko-indiánské válce (1754–1763). Bojovníci z mnoha různých kmenů se připojili k povstání, aby se pokusili vyhnat britské vojáky a osadníky z území, které Britové získali po sedmileté válce. Válka byla pojmenována po ottawském náčelníkovi Pontiacovi, nejvýznamnějšímu z domorodých vůdců zapojených do konfliktu.
Konflikt začal v květnu 1763, kdy domorodí Američané nespokojení s politikou britského generála Jeffreyho Amhersta napadli množství britských pevností a osad. Osm pevností bylo zničeno, stovky vojáků a kolonistů zabity nebo zajaty, mnoho dalších muselo uprchnout. Nepřátelství bylo zastaveno poté, co akce britské armády v roce 1764 vedly k mírovým jednáním během následujících dvou let. Indiáni nebyli schopni Brity vyhnat, povstání však přesto donutilo britskou vládu změnit politiku, která válku vyprovokovala.
Boje na severoamerické hranici se vyznačovaly brutalitou, zabíjením zajatců, střílením civilistů a dalšími krutostmi. V jednom z nejznámějších incidentů války se britští důstojníci z pevnosti Pitt  pokusili infikovat obléhající Indiány neštovicemi pomocí virem zamořených dek. Krutost a proradnost projevená v tomto konfliktu byla obrazem rostoucí rasové bariéry mezi evropskými kolonisty a domorodci. Britská vláda se pokusila zabránit dalšímu rasovému násilí vydáním tzv. Royal Proclamation v říjnu 1763, čímž měla být vytvořena trvalá hranice mezi kolonisty a domorodci. Tato „linie“ se ukázala jako velmi nepopulární mezi osadníky a byla jednou z příčin vypuknutí americké revoluce.

## Název války

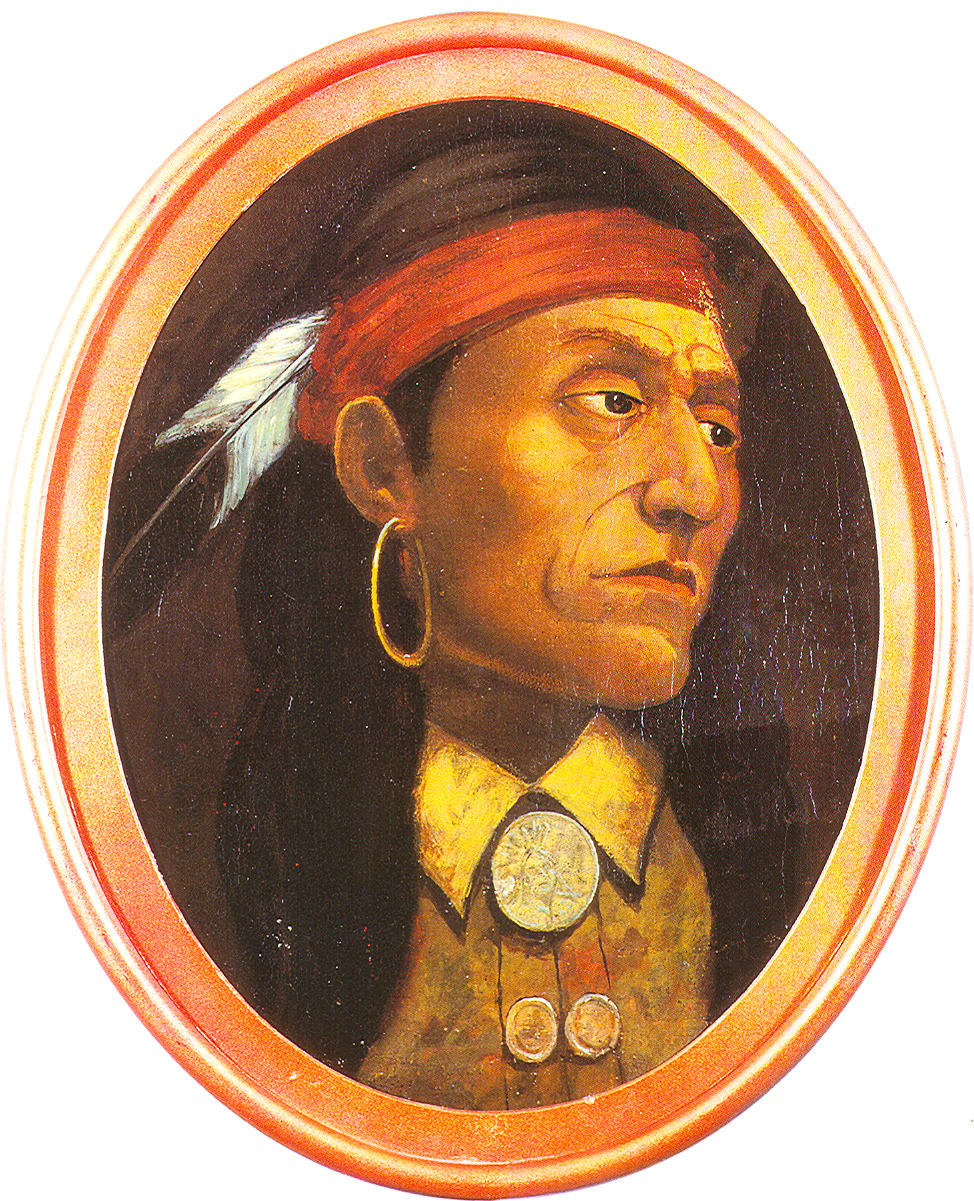
Pontiac na představě z 19. století. Skutečné zobrazení Pontiaca není známo.

Konflikt je pojmenován po svém nejslavnějším účastníkovi ottawském náčelníkovi Pontiacovi. Občas se také nazývá Pontiacova válka či vzpoura. Původní název pro válku zněl Kiyasutova a Pontiacova válka, přičemž Kiyasuta bylo alternativní pojmenování pro Guyasutu vlivného náčelníka Seneků-Mingů. Po roce 1851, kdy byla publikována práce Francise Parkmana „Pontiac's Conspiracy“, byla válka obecně známa jako Pontiacovo spiknutí. Parkmanova vlivná kniha, jež se na dlouhou dobu stala „definitivním“ dílem o této válce, se stále vydává.
Někteří historikové 20. století tvrdili, že Parkman nadhodnotil rozsah Pontiacova vlivu, tudíž je zavádějící pojmenovat po něm válku. Například v roce 1988 napsal Francis Jennings: „V Parkmanově zakalené mysli stál za spiknutími z divočiny jeden divošský génius – ottawský náčelník Pontiac – a tak se podle něj jednalo o Pontiacovo spiknutí. Ale Pontiac byl jen místním ottawským válečným náčelníkem v „hnutí odporu“ zahrnujícím mnoho kmenů.“ Historikové vymýšleli i alternativní pojmenování, ale nazývání konfliktu známými jmény převažuje, přičemž asi nejčastěji se používá pojem Pontiacova válka. Pontiacovo spiknutí se nyní užívá spíše výjimečně.

## Původ
V desetiletích před Pontiacovým povstáním se Francie a Spojené království účastnily série válek v Evropě i v Americe. Nejrozsáhlejší z nich byla celosvětová sedmiletá válka v Americe zvaná francouzská a indiánská válka. V ní Francie přišla o svou severoamerickou kolonii zvanou Nová Francie, jež přešla do rukou Velké Británie. Tato válka v Severní Americe de facto skončila poté, co britský generál Jeffrey Amherst dobyl v roce 1760 Montreal.
Britské jednotky poté obsadily množství původně francouzských pevností a tvrzí v Ohiu a oblasti Velkých kanadských jezer. Dokonce již před oficiálním ukončením války mírovou smlouvou z Paříže v roce 1763, začala britská koruna zavádět změny vedoucí k lepšímu spravování rozsáhlého dobytého severoamerického území. Zatímco Francouzi dlouho pěstovali spojenecké vazby s mnohými domorodými etniky, Britové začali s těmito Indiány jednat jako s poraženými a podmaněnými lidmi. Domorodcům, kteří byli spojenci Francouzů, se britská okupace a hlavně jejich politika samozřejmě nezamlouvala.

### Zúčastněné kmeny

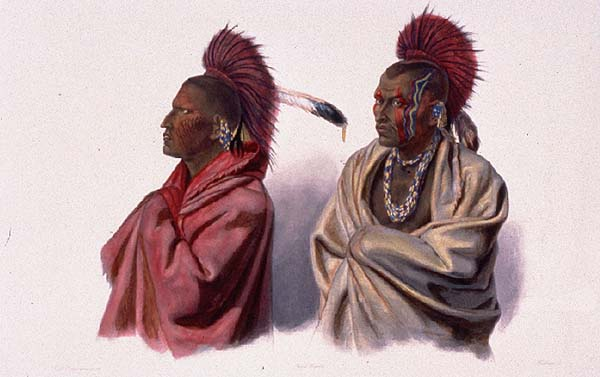
Jezerní Indiáni z kmene Sauků a Foxů na obraze Karla Bodmera z roku 1833

Domorodci, kteří se zapojili do Pontiacova povstání, žili na území, jež se v dobách Nové Francie nazývalo „pays d'en haut“ (horní země, šlo de facto o oblast Velkých jezer a přilehlé území směrem na západ a jih) a jež si až do roku 1763 nárokovala Francie. Místní Indiáni pocházeli z mnoha různých kmenů. Název kmen vyjadřoval spíše jazykovou a etnickou než politickou jednotku. Žádný náčelník nemohl mluvit za celý kmen a žádný kmen nejednal zcela jednotně. Například Ottawové nešli do války jako kmen, část náčelníků se rozhodla pro boj, část zůstala stranou. Kmeny z oblasti pays d'en haut je možno rozčlenit do tří základních skupin.
První skupinu tvoří kmeny z oblasti Velkých jezer: Ottawové, Odžibvejové, Potawatomiové, Saukové a část Hurónů. Tato etnika žila dlouho v úzkém kontaktu s Francouzi, obchodovala s nimi a dokonce navzájem uzavírali manželství. Jezerní kmeny byly pobouřeny, když se najednou ocitly pod britskou nadvládou. Když britská posádka převzala pevnost Detroit (Francouzi ji nazývali Fort Pontchartrain du Detroit) od Francouzů v listopadu 1760, místní domorodci je upozornili, že „tuto zemi dal Bůh Indiánům.“
Druhá skupina zahrnovala etnika z oblasti Illinois. Jednalo se o kmeny Illinois, Miami, Wea, Kickapoo, Mascouten, Piankashaw a některé další skupiny. Stejně jako jezerní kmeny byli tito lidé po dlouhou dobu v úzkém kontaktu s Evropany. Během války nebyli Britové schopni vojensky si podmanit tuto oblast a tak místní kmeny byly posledními, kteří se s Brity usmířily.
Třetí skupinu tvořily kmeny z Ohia: Lenapové neboli Delawarové, Šóníové (Shawnee), Wyandoti (etnikum vzniklé sloučením Hurónů, Petunů a Neutrálů po rozprášení Irokézy v polovině 17. století) a Mingové (v podstatě odnož irokézských Seneců). Většina z nich přišla do údolí Ohia, aby unikla nadvládě Britů, Irokézů, Francouzů, případně z jiných důvodů. Na rozdíl od prvních dvou skupin neměli tito domorodci žádný zvláštní vztah k Francouzům a bojovali na jejich straně v předchozí válce hlavně proto, že chtěli vyhnat Brity. Uzavřeli s Brity separátní mír poměrně rychle (Smlouva z Eastonu z roku 1758), neboť si mysleli, že Britové po válce údolí Ohia opustí. Nicméně po odchodu Francouzů, když Britové začali naopak posilovat pevnosti v oblasti, se „ohijští“ Indiáni rozhodli jít v roce 1763 do nové války za účelem Brity vyhnat. Mimo pays d'en haut hrála důležitou úlohu vlivná Irokézská liga či konfederace. Její větší část se však Pontiacovy války nezúčastnila, protože měla alianci s Brity zvanou Covenant Chain (přibližný překlad by zněl Řetěz úmluvy či spojenectví). Nicméně nejzápadnější irokézský kmen Senecové byl s touto aliancí nespokojen. Již v roce 1761 vyslali Senecové válečná poselství k jezerním a „ohijským“ kmenům a vyzvali je, aby se sjednotili a společně vyhnali Brity. Když pak válka skutečně vypukla, mnoho Seneků se rychle zapojilo do bojů.

### Amherstova politika

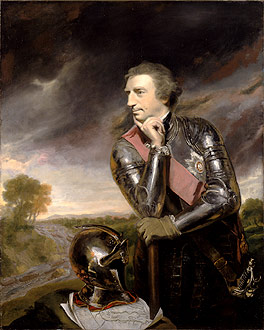
Politika generála Jeffreyho Amhersta, britského hrdiny sedmileté války, přispěla k vypuknutí povstání

Generál Jeffrey Amherst, velitel britských vojsk v Severní Americe, měl hlavní podíl na vytváření nejen vojenské ale i obchodní politiky vůči domorodým Američanům. Amherst se domníval, že poté, co Francie vypadla ze hry, domorodci nebudou mít na výběr a přijmou britskou vládu. Nevěřil, že by se vzmohli na jakýkoli vážný odpor vůči britské armádě. Proto z 8 000 vojáků jimž v Severní Americe velel, se jich jen 500 nacházelo v oblasti, kde následně vypukla válka. Amherst a jeho důstojníci jako například major Henry Gladwin, velitel pevnosti Detroit, se jen velmi málo snažili skrývat své pohrdání Indiány. Domorodci si často stěžovali, že se k nim Britové chovali jako k otrokům nebo psům.
Další nespokojenost domorodců pramenila z Amherstova rozhodnutí z února 1761 zastavit rozdávání darů. Instituce darů byla nedílnou součástí vztahu mezi Francouzi a kmeny z pays d'en haut. Dávání darů patřilo mezi základní domorodé zvyklosti s výrazným symbolickým poselstvím. Francouzi obvykle distribuovali evropské zboží jako pušky, nože, oblečení, sekery, případně tabák vesnickým náčelníkům, kteří ho přerozdělovali mezi své lidi. Tím náčelníci posilovali svůj vliv v kmeni a mohli tak lépe udržovat spojenectví s Francouzi. Amherst to však považoval za způsob podplácení, které v podstatě nemá význam: „Služby mají být odměňovány...ale kupovat si dobré chování ať už indiánů, či kohokoli jiného – tomu nerozumím. Když se lidé jakékoli rasy chovají špatně, musejí být potrestáni, nikoli upláceni...“ Navíc byl tlačen k tomu, aby co nejvíce snižoval výdaje, které již nemusely být vynakládány na válečné účely. Mnoho domorodců se na tuto politiku dívalo jako na formu urážky a znamení toho, že na ně Britové pohlížejí jako na podmaněné lidi a ne jako na spojence.
Amherst také omezil množství munice a střelného prachu, které obchodníci mohli Indiánům prodat. Zatímco Francouzi dlouhou dobu dodávali tolik válečného materiálu, kolik domorodci potřebovali, Amherst Indiánům nevěřil, zvláště po anglicko-čerokíjské válce z roku 1761, v níž Čerokíové pozvedli zbraně proti svým dřívějším britským spojencům. Válečné úsilí Čerokíů nakonec zkolabovalo v důsledku nedostatku střelného prachu, a tak Amherst doufal, že případným budoucím vzpourám může být zabráněno, když se domorodcům omezí přísun střelného prachu. Toto rozhodnutí však přineslo další nespokojenost a potíže, protože prach a munice se pro domorodé muže staly nutným prostředkem při zajišťování obživy pro své rodiny a získávání kožešin pro obchod. Mnoho Indiánů začalo věřit, že Britové se proti nim chystají na válku a snaží se je odzbrojit. Sir William Johnson, pověřenec koruny pro indiánské záležitosti, se pokusil Amhersta varovat ohledně nebezpečí z těchto opatření plynoucích, ale bezvýsledně.

### Země a náboženství

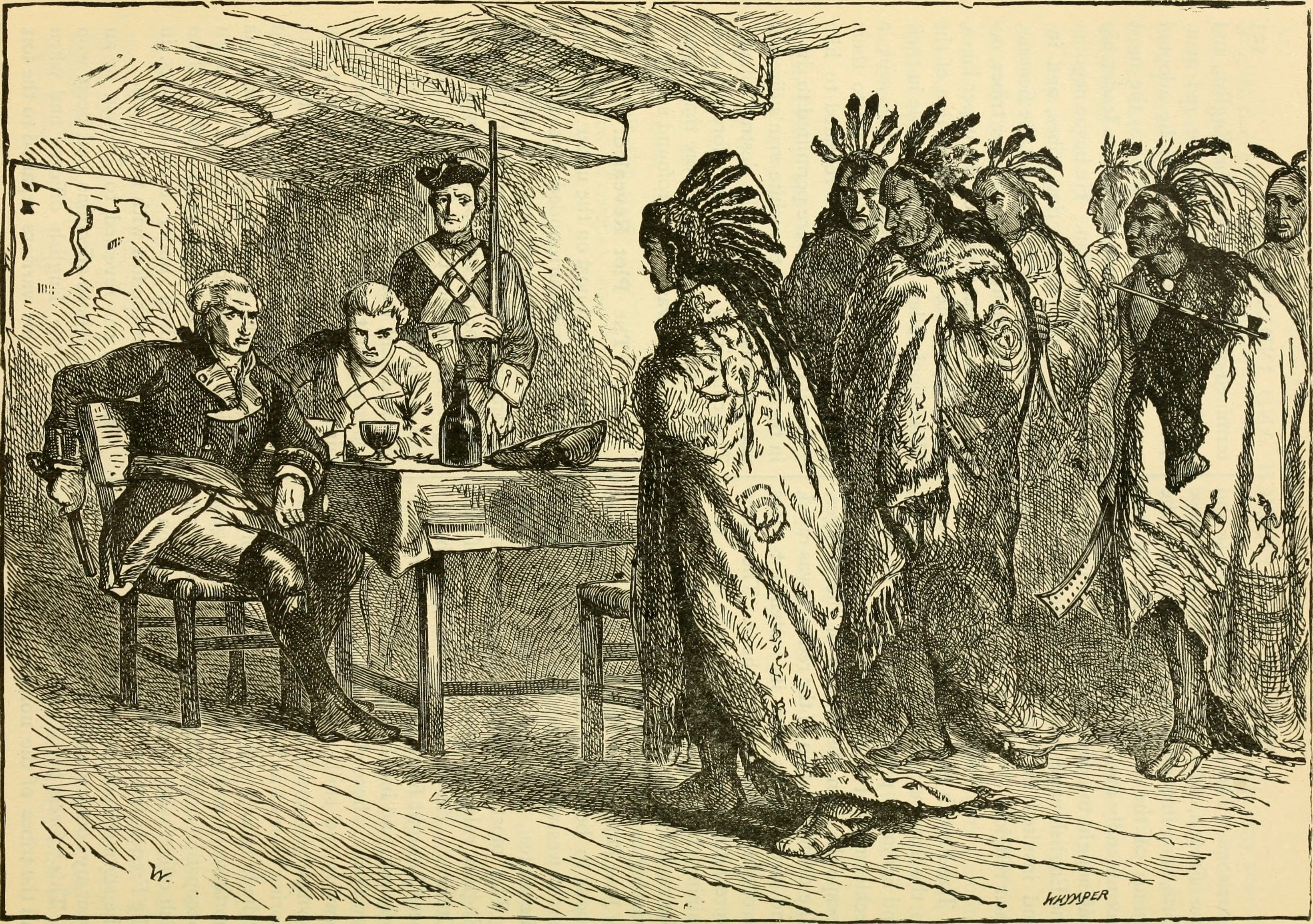
Setkání Majora Henryho Gladwina, velitele pevnosti Detroit, a Pontiaca. Představa z roku 1901

Otázka území také patřila mezi důvody nastávající války. Zatímco Francouzů bylo relativně málo, navíc jen malá část z nich byli sedláci, záplava britských osadníků, zdá se, nebrala konce. Šóníové a Delawarové byli v podstatě do Ohia odsunuti z východu britskými kolonisty, což přispělo k jejich rozhodnutí pro válku. Na druhou stranu kmeny z oblasti Velkých jezer a Illinois prakticky nepociťovaly problém bělošského osídlení, avšak věděly o zkušenostech kmenů z východu. Historik Gregory Dowd tvrdí, že většina domorodců bojujících v Pontiacově povstání nebyla bezprostředně ohrožena ztrátou svého území v důsledku rozpínání bělošského osídlení a historikové tak nadhodnotili britskou koloniální expanzi jako příčinu války. Dowd věří, že přítomnost, chování a politika britské armády, kterou Indiáni považovali za ohrožení a zdroj urážek, byly důležitějšími faktory.
K rozhodnutí pro válku také přispělo náboženské obrození, které se mezi domorodci rozšířilo na začátku 60. let 18. století. Hnutí vyvěralo z nespokojenosti s Brity, z nedostatku potravin a stále přítomných epidemií. Nejvlivnějším osobností obrození byl Neolin, známý též jako delawarský prorok, který Indiány vyzýval, aby se stranili evropského zboží, alkoholu a zbraní. Šlo o směs křesťanství a domorodých tradic. Neolin tvrdil, že Velký duch (Pán života) je nespokojen s tím, že Indiáni přebírají zlozvyky bílého muže a že Britové představují hrozbu pro jejich holou existenci. „Pokud mezi sebou strpíte Brity,“ hlásal Neolin, „jste mrtví muži. Nemoci, neštovice a jejich jed (alkohol) vás zcela zničí.“ Šlo o mocné poselství pro lidi, jejichž svět měnily síly, které se zdály být mimo kontrolu.

## Vypuknutí války, 1763

### Příprava na válku

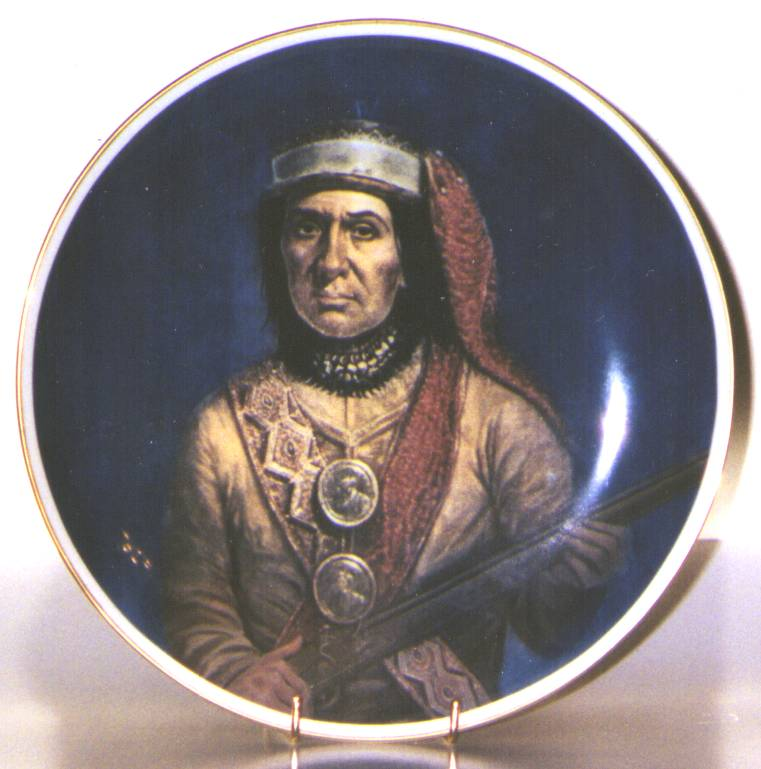
Guyasuta, náčelník Seneků-Mingů, jeden z vůdců povstání

Ačkoli boje začaly až roku 1763, zvěsti o tom, že nespokojení domorodci plánují útok, se k Britům donesly už roku 1761. Senekové z Ohia neboli Mingové rozeslali válečné wampumové pásy, které vyzývaly ostatní kmeny zformovat konfederaci a vyhnat Brity. Mingové vedení náčelníky Guyasutou a Tahaiadorisem byli obklíčeni britskými pevnostmi a cítili se znepokojeni. Podobné válečné pásy poslali i domorodci od Detroitu a z Illionois. Indiáni však nebyli jednotní a někteří domorodci žijící u Detroitu informovali britského velitele o seneckém záměru. Poté, co William Johnson zorganizoval velké setkání s indiánskými kmeny v Detroitu v září 1761, podařilo se udržet křehký mír. Ale válečné pásy nepřestávaly kolovat. Násilí vypuklo až poté, když se domorodci začátkem roku 1763 dozvěděli, že Francouzi definitivně přepouští pays d'en haut Britům. Válka začala u pevnosti Detroit pod vedením Pontiaca a rychle se rozšířila na rozsáhlé území. Domorodci napadli 10 pevností z toho 8 dobyli. Francis Parkman ve svém Pontiacově spiknutí popisuje tyto útoky jako koordinované operace naplánované Pontiacem. Parkmanova interpretace je dobře známa, ale jiní historikové argumentují neexistencí jasných důkazů, že by tyto útoky byly součástí nějakého velkého spikleneckého plánu. Historik Wilbur Jacobs podpořil Parkmanovu tezi, že Pontiac válku plánoval dopředu, ale protestoval proti používání slova „spiknutí“, neboť svádí považovat domorodé stížnosti za neoprávněné. V současnosti převládá mezi badateli názor, že válka postupovala nikoli jako předem naplánovaná akce, ale boje propukaly až poté, co se rozšířily zprávy o Pontiacových akcích u Detroitu, což inspirovalo nespokojené domorodce, aby se připojili. Útoky na britské pevnosti neprobíhaly současně: většina Indiánů z Ohia vstoupila do bojů až téměř měsíc po zahájení Pontiacova obléhání Detroitu. Parkman rovněž věřil, že válku tajně podněcovali francouzští kolonisté. Tato domněnka bylo široce rozšířena mezi britskými představiteli, ale současní historikové pro ni nenašli žádné důkazy. Je možné, že svou roli v tom sehrál i fakt, že v indiánských vesnicích stále kolovaly francouzské wampumové válečné pásy ze sedmileté války. Ve skutečnosti to bylo spíše naopak. Domorodci se, podle některých historiků, snažili přizvat Francouze k boji. Pontiac a další indiánští náčelníci často hovořili o brzkém návratu Francouzů k moci a o znovuoživení francouzsko-indiánské aliance. Pontiac dokonce ve své vesnici vyvěsil francouzskou vlajku. To vše zřejmě mělo inspirovat Francouze, aby se připojili k boji proti Britům. Ačkoli někteří francouzští kolonisté a obchodníci povstání podporovali, válka byla iniciována a vedena Indiány, kteří měli své – nikoli francouzské – důvody.

### Obléhání Detroitu

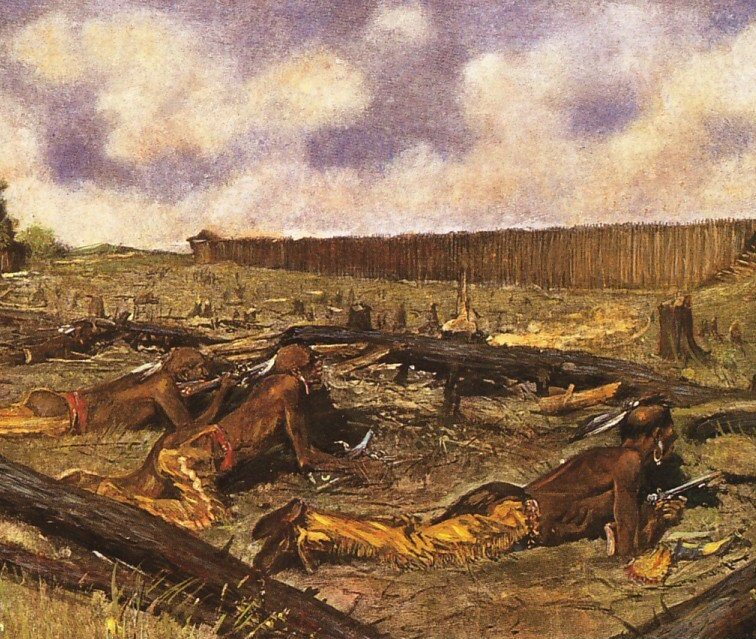
Obléhání Detroitu na obraze Frederica Remingtona

Dne 27. dubna 1763 mluvil Pontiac na domorodé poradě konané asi 16 km od Detroitu. Využil i Neolinovo učení a přesvědčil množství ottawských, ojibwejských, potawatomiských a huronských válečníků, aby se připojili k jeho plánu dobýt pevnost Detroit. 1. května pak Pontiac a 50 Ottawů navštívili pevnost, aby obhlédli sílu posádky (cca 120 mužů). Podle francouzského kronikáře pronesl na druhé poradě tato slova: 
„Je pro nás důležité, mí bratři, vypudit z naší země tento národ, kterému jde jen o to nás zničit. Vy i já vidíme, že už nemůžeme získávat věci pro naše potřeby, tak jak se to dělo za našich bratrů Francouzů... Proto, mí bratři, musíme přísahat na jejich zničení a již déle nečekat. Nic nám v tom nemůže zabránit; jich je málo a my to můžeme dokázat.“
Pontiac doufal, že Detroit získá lstí. 7. května přišel do pevnosti spolu s 300 muži, kteří nesli ukryté zbraně. Britové se o plánu dozvěděli – dodnes se přesně neví od koho – a byli na případný útok připraveni. Pontiac musel zvolit jinou strategii. Po krátké poradě pevnost opustil a o dva dny později zahájil její obléhání. Jeho bojovníci zabili všechny britské vojáky a osadníky, které nalezli mimo pevnost, včetně žen a dětí. Jeden z vojáků byl rituálně sněden, v souladu se zvyklostmi jezerních kmenů. Násilnosti se omezily na britskou populaci, Francouzi byli necháni na pokoji. Postupně se k obléhání připojilo více než 900 bojovníků z šesti různých kmenů. 28. května se k Detroitu přiblížil zásobovací konvoj. Jeho posádka neměla tušení, že pevnost je v obležení. Utábořila se u Point Pelee (asi 60 km od Detroitu) a zbudovala si tábor. Ten však přepadlo asi 200 indiánských válečníků, přičemž zabili či zajali 61 Angličanů. Indiáni vzali zajatce k Detroitu, kde je umučili a jejich těla naházeli do řeky, tak aby plula podél pevnosti.

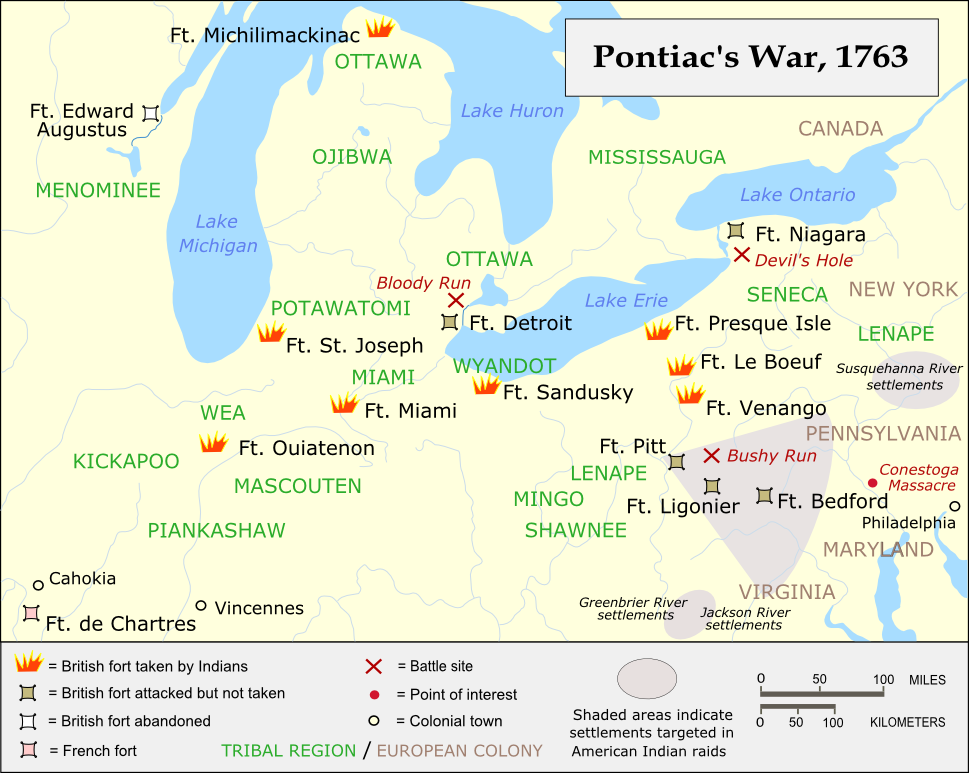
Pevnosti, bitvy a kmeny Pontiacovy války

Koncem července nicméně Britové obdrželi posily. Hned poté se pokusilo 250 červenokabátníků o překvapivý útok na Pontiacův tábor. Indiáni však byli připraveni (zřejmě je upozornili Francouzi) a porazili útočníky v bitvě u Bloody Run (Krvavý útěk) 31. července 1763. Britové ztratili asi 20 vojáků a dalších 34 jich bylo zraněno, přičemž ztráty Indiánů byly asi třetinové. Přes tyto úspěchy se situace u Detroitu pro Pontiaca nevyvíjela dobře. Posádka pevnosti nejevila ochotu ke kapitulaci a Pontiacovi scházely jakékoli obléhací zbraně, které by mohly Detroit reálně ohrozit. Náčelníkův vliv začal upadat. Domorodí bojovníci postupně odcházeli, někteří dokonce uzavřeli před odchodem mír s Brity. 31. října 1763, když definitivně zjistil, že mu Francouzi z Illinois nepřijdou na pomoc, zrušil Pontiac obléhání a přesunul se do oblasti řeky Maumee, kde pokračoval ve svém úsilí podnítit odpor proti Britům.

### Dobytí malých pevností

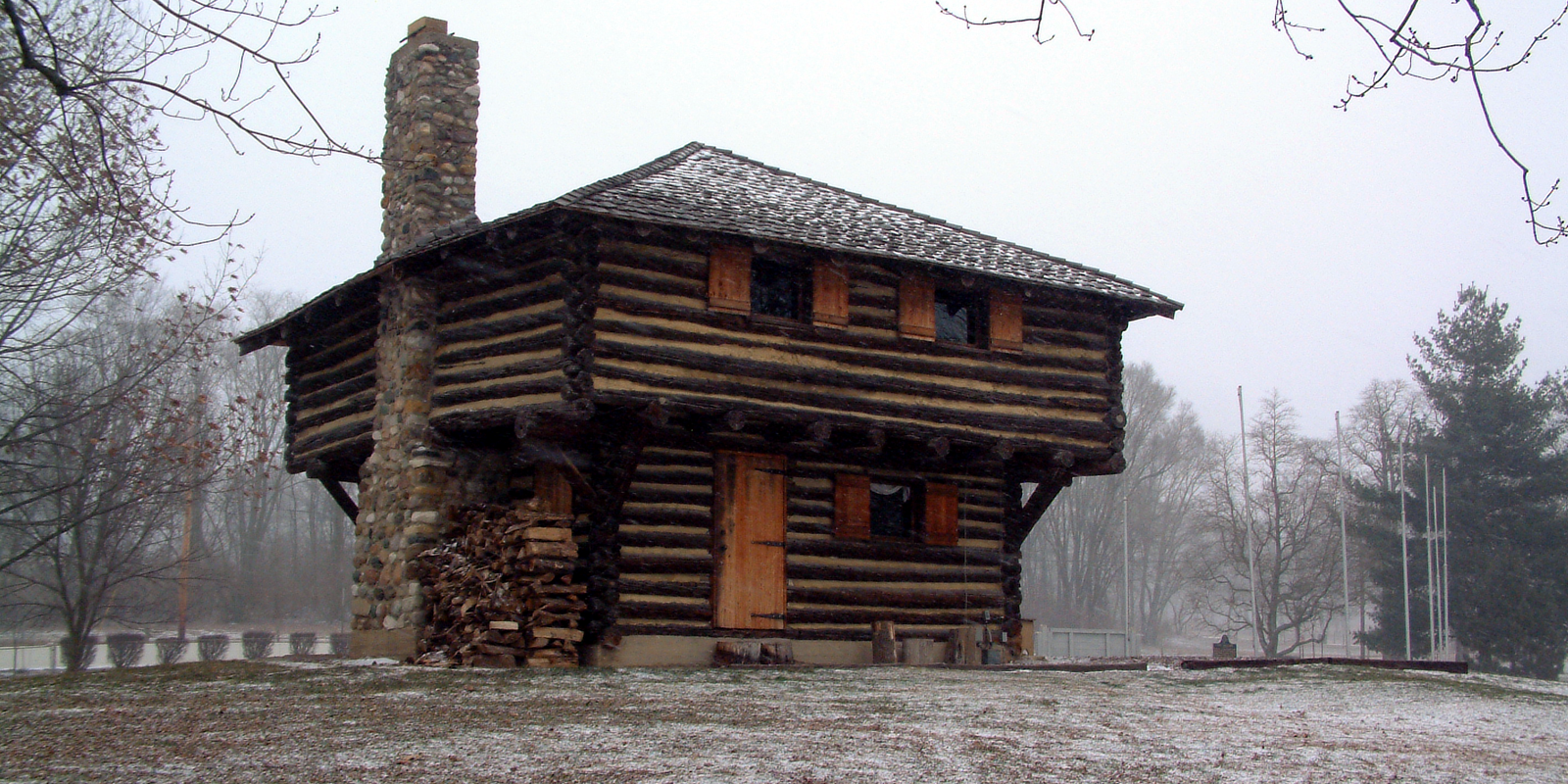
Replika opevněného domu z Fort Ouiatenon

Předtím, než se Britové vůbec dozvěděli o Pontiacově obléhání Detroitu, dobyli Indiáni 5 malých pevností během série útoků mezi 16. květnem a 2. červnem. První padla Fort Sandusky, malá tvrz na pobřeží Erijského jezera. Tvrz byla postavena na přímý rozkaz generála Amhersta v roce 1761, navzdory námitkám místních Wyandotů, kteří velitele pevnůstky dokonce v roce 1762 upozornili, že ji brzy vypálí. 16. května 1763 se skupina Wyandotů pod záminkou jednání dostala do pevnosti. Zajali velitele a zabili 15 vojáků. Britští obchodníci, kteří se v pevnůstce nacházeli, byli rovněž zabiti. Šlo o první z asi stovky obchodníků, které Indiáni zabili na začátku války. Mrtví byli skalpováni a pevnůstka – jak již dříve Wyandoti varovali – byla spálena.
Fort St. Joseph (Michigan) potkal osud podobný Fort Sandusky. 25. května ji Indiáni (Potawatomiové) stejnou metodou dobyli, velitele zajali a 15 mužů posádky pobili. Fort Miami (Indiana) přišla na řadu jako třetí. 27. května byl velitel pevnosti vylákán ven svou indiánskou milenkou a zastřelen bojovníky Miamiů. Devítičlenná posádka se vzdala poté, co tvrz obklíčili Indiáni.
V Illinois dobyli 1. června 1763 Fort Ouiatenon (Indiana) bojovníci Weaů, Kickapů a Mascoutenů. Provedli to tak, že vylákali celou posádku pevnosti na venkovní poradu a bez krveprolití ji zajali. Domorodci v okolí pevnůstky Ouiatenon měli dobré vztahy s britskou posádkou, ale Pontiacovi emisaři je přesvědčili k útoku. Válečníci se dokonce omlouvali veliteli a tvrdili, že „se jednalo o povinnost vůči jiným národům to učinit.“ Na rozdíl od jiných pevností, v Ouiatenonu nebyli britští zajatci zabiti.

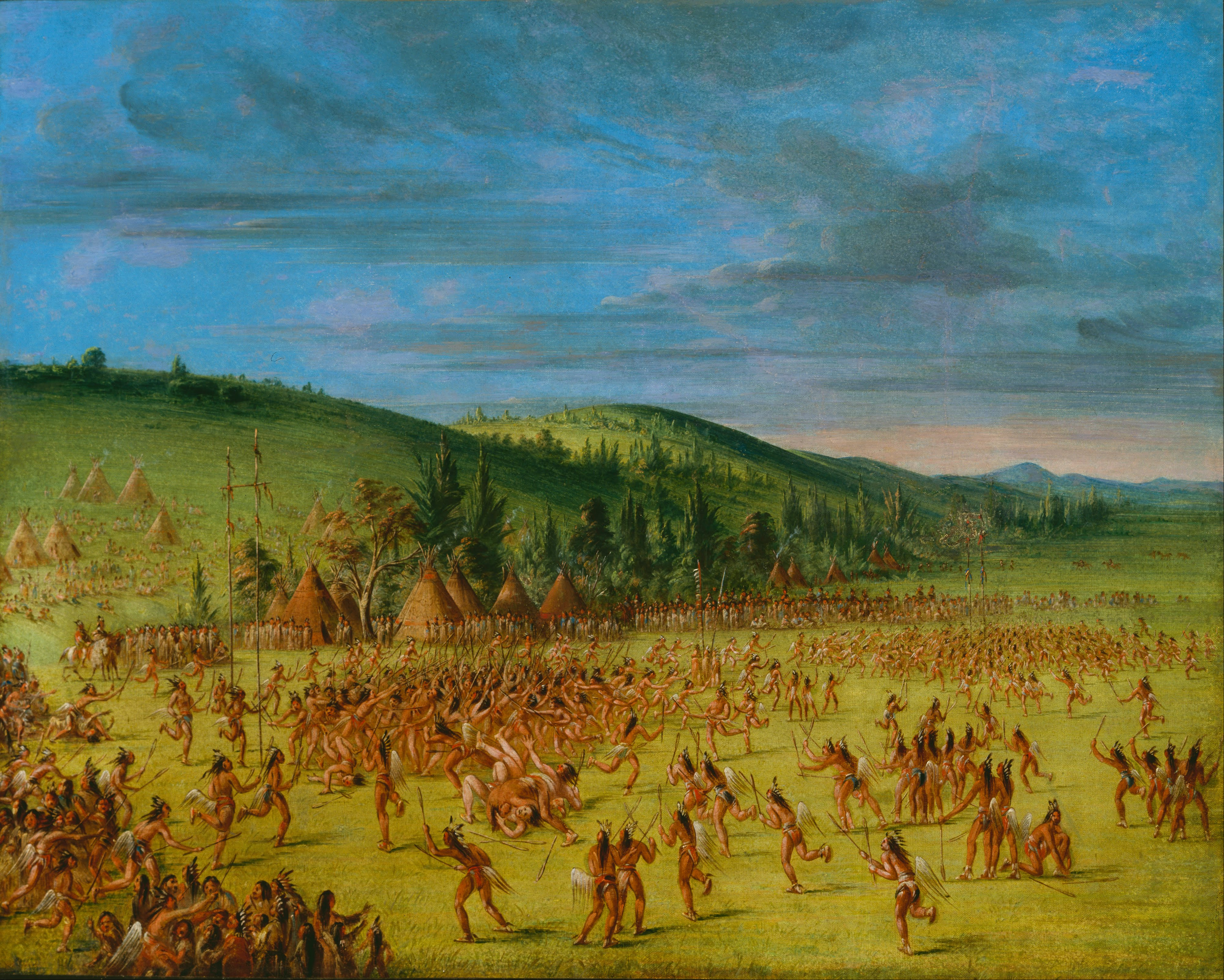
Indiáni hrají stickball, obraz George Catlina z 19. století

Pátou pevností, která padla, byl Fort Michilimackinac (Michigan). Jednalo se o největší z pevností dobytých lstí. 2. června 1763 předstírali místní Ojibwejové zápas ve stickballu (předchůdce lakrosu) s hostujícími Sauky. Vojáci přihlíželi hře, tak jako obvykle. Hráči náhle prohodili míč otevřenou branou pevnosti. Týmy spěchaly dovnitř, kde náhle popadly zbraně propašované domorodými ženami. Došlo k bitce, při níž bylo zabito 15 mužů z 35členné posádky. Pět dalších Indiáni později umučili.
Během druhé vlny útoků v polovině června dobyli Indiáni tři pevnosti v Ohiu. Fort Venango (Pennsylvania) získali 16. června 1763 Senekové. Celá dvanáctičlenná posádka byla zabita na místě, s výjimkou velitele, který musel sepsat stížnosti Seneků. Poté ho upálili u kůlu. Fort Le Boeuf (Pensylvánie) byla napadena 18. června, pravděpodobně těmi stejnými Seneky, kteří zničili Fort Venango. Většina dvanáctičlenné posádky unikla do Fort Pitt. Osmá a poslední pevnost, kterou Indiáni dobyli, byla Fort Presque Isle (Pensylvánie) V noci 19. června 1763 ji obklíčilo asi 250 Ottawů, Ojibwejů, Wyandotů a Seneků. Po dvoudenním obléhání – Indiáni si počínali velmi zkušeně, zbudovali si zákopy, ostřelovali pevnost jak z pušek tak zapálenými šípy – se posádka pevnosti čítající 30-60 mužů vzdala za příslib volného odchodu do pevnosti Pitt. Většina však byla zabita, hned poté, co vyšla z pevnosti.

### Obléhání Fort Pitt a užití neštovicemi nakažených dek

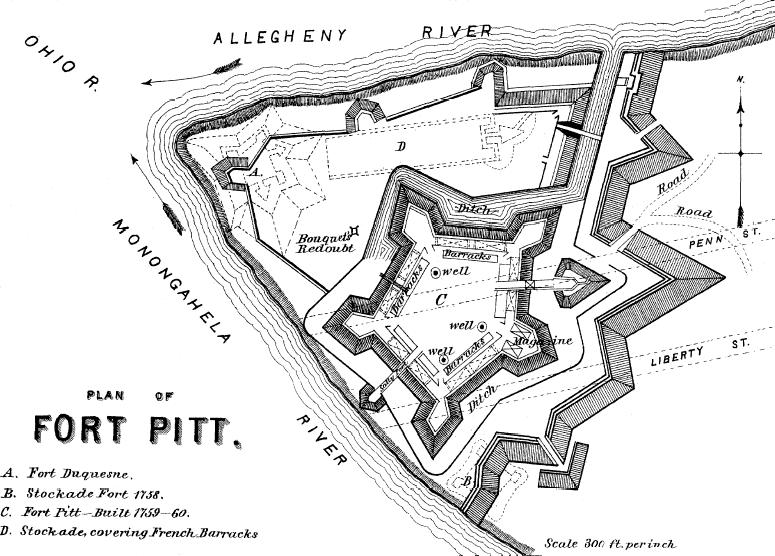
Fort Pitt na plánu z konce 18. století. Tuto pevnost postavili Angličané v roce 1759 v těsné blízkosti původní francouzské Fort Duquesne. Šlo o mohutnou cihlovou pečlivě zbudovanou stavbu.

Kolonisté v západní Pensylvánii prchali do bezpečí pevnosti Pitt poté, co se dozvěděli o vypuknutí války. Uvnitř se shromáždilo téměř 550 lidí, včetně více než 200 žen a dětí. Simeon Ecuyer, velitel pevnosti švýcarského původu napsal: „Je zde tak přelidněno, že se obávám epidemie...; neštovice jsou mezi námi.“ Indiáni, převážně Delawarové, zaútočili 22. června 1763. Nicméně pevnost se ukázala příliš mohutnou, než aby ji získali přímým útokem a návrhy na kapitulaci posádka odmítla. V červenci začalo obléhání. Mezitím válečníci Delawarů a Šóníů podnikali výpravy hluboko na území Pensylvánie a zabili množství osadníků. Dvě menší pevnosti východně od Fort Pitt – Fort Bedford a Fort Ligonier – byly během konfliktu také napadeny, ale zůstaly nedobyty. Pro Amhersta, který před válkou odmítal možnost, že Indiáni jsou schopni jakéhokoli efektivního odporu vůči britské moci, se situace v létě stala hrozivou. Napsal svým podřízeným rozkazy, v nichž je vyzýval „okamžitě zabít“ všechny zajaté Indiány. Plukovníkovi Henry Bouquetovi, který se v Lancasteru v Pensylvánii připravoval na vyprošťovací výpravu k pevnosti Pitt, poslal koncem června následující návrh: „Bylo by možné rozšířit mezi neloajální indiánské kmeny neštovice? V této situaci musíme využít jakékoli prostředky, abychom je potlačili.“ Bouquet souhlasil a 13. července Amherstovi odpověděl: „Pokusím se naočkovat ty (bastardy) dekami, které se mohou dostat do jejich rukou, musím si ale dát pozor, abych nenakazil i sebe.“ Bouquet ještě navrhl použít tzv. španělskou metodu – „lovit“ Indiány pomocí psů. Amherst reagoval kladně 16. července: „Uděláte dobře, jestliže je nakazíte pomocí dek, případně použijete-li jakoukoli jinou metodu, která pomůže vyhubit tuto odpornou rasu.“ Důstojníci z Fort Pitt se však již pokusili učinit to, co Amherst a Bouquet teprve prodiskutovávali, aniž by to dostali rozkazem. Během jednání 24. června 1763 předal Ecuyer zástupcům Delawarů dvě deky a šátek, které přišly do kontaktu s neštovicemi, doufaje, že tak rozšíří mezi Indiány infekci a skončí obléhání. William Trent, velitel milice, zanechal záznamy, které jasně ukazují, že účelem rozdávání dek bylo „zanést neštovice mezi Indiány.“ Je nejisté, jestli byl tento poměrně dobře zdokumentovaný pokus rozšířit mezi domorodce neštovice úspěšný. Jelikož mnoho domorodců zemřelo během povstání na neštovice, historik Francis Jennings se domnívá, že snaha byla „nepopiratelně efektivní.“ Nicméně někteří současní historikové vyjádřili pochybnosti, zda neštovice se opravdu rozšířily díky akcím u pevnosti Pitt. Jedním z důvodů je, že neštovice se mezi ohijskými Indiány objevily již před incidentem s dekami. Zřejmě se do domorodých vesnic dostaly z různých zdrojů. Svědkové tvrdili, že indiánští bojovníci zanesli do svých osad nemoci po návratu z útoků na bělošské osídlení, kde byla nákaza. Historik Michael McConnell argumentoval, že i když pokus u Fort Pitt byl úspěšný, domorodci nemoc znali a věděli, že nemocní mají být drženi v izolaci. Z toho důvodu nebylo „britské úsilí použít nákazu jako zbraň ani nutné ani příliš efektivní.“ Podle Davida Dixona nebyli domorodci v okolí pevnosti Pitt chorobou zasaženi.

### Bitvy u Bushy Run a Devil's Hole
1. srpna 1763 přerušila většina Indiánů obléhání pevnosti, aby se pokusila zadržet 500 britských vojáků, kteří se pod velením plukovníka Bouqueta blížili k Fort Pitt. 5. srpna se tyto dvě síly střetly u Bushy Run. Indiáni sice způsobili Britům značné ztráty (cca 50 mrtvých a 60 raněných), sami však přišli asi o 60 mužů včetně dvou prominentních delawarských sachemů (náčelníků). Bouquetovi vojáci nakonec obrátili domorodce na útěk a uvolnili si cestu. 20. srpna koloniální armáda dorazila k pevnosti, čímž skončilo její obléhání. Toto vítězství bylo oslavováno nejen v koloniích – kostelní zvony bily ve Filadelfii celou noc – ale oceněno i anglickým králem Jiřím III.
Vítězství však brzy následovala těžká porážka. Fort Niagara, jedna z nejdůležitějších západních pevností napadena nebyla, ale 14. září 1763 zaútočilo nejméně 300 Seneků (a zřejmě i Ottawů a Ojibwejů) na zásobovací kolonu u Niagarských vodopádů. Dvě setniny vyslané z pevnosti na pomoc byly také poraženy. Zřejmě až 102 mužů (vojáků a vozků) bylo zabito v bitvě, jež se obvykle nazývá bitva či masakr u Devil's Hole (doslova Ďáblova díra) a jež se stala pro britské vojáky nejkrvavější bitvou celé války. Senekové navíc získali množství zásob, munice, zbraní a koní.

## „Paxtonští chlapci“

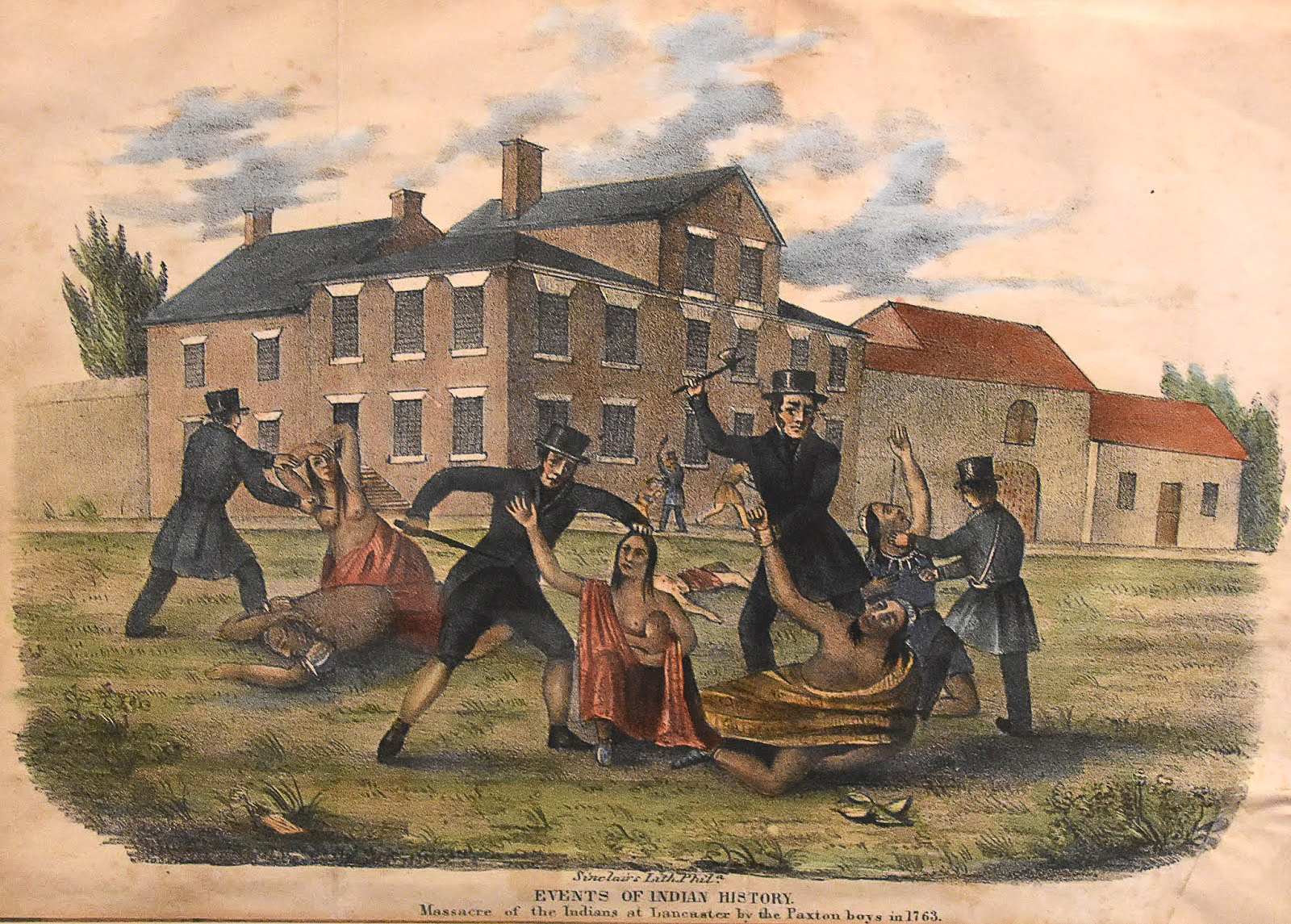
Masakr Indiánů „paxtonskými chlapci“ v Lancasteru v roce 1763 (John Wimer, 1841).

Násilnosti a teror Pontiacovy války přesvědčily mnoho osadníků ze západní Pensylvánie, že jejich vláda nedělá dost, aby je ochránila. Tato nespokojenost nejvýrazněji vyvřela na povrch v povstání vedeném skupinou „občanské stráže“ zvanou „paxtonští chlapci“. Nazývali se tak proto, že pocházeli původně z okolí vesnice Paxton (nebo Paxtang) v Pensylvánii. Paxtonští obrátili svůj hněv vůči Indiánům (často konvertitům ke křesťanství), kteří žili mírumilovně v malých enklávách uprostřed bělošského pensylvánského osídlení. Vyburcováni zvěstmi, že indiánská válečná výprava byla spatřena v osadě Conestoga, dorazila 14. prosince 1763 skupina 50 „paxtonských chlapců“ do vesnice a zavraždila šest Susquehannoků, které zde nalezla. Pensylvánští představitelé umístili zbývajících 14 Susquehannoků do ochranné vazby v Lancasteru, ale 27. prosince „paxtonští chlapci“ pronikli do vězení a zmasakrovali je. Guvernér John Penn nabídl odměnu za zatčení vrahů, ale žádný svědek nenabídl jejich identifikaci.
„Paxtonští chlapci“ pak zaměřili svou pozornost na domorodce žijící ve východní Pensylvánii. Mnoho Indiánů uprchlo za vidinou bezpečí do Filadelfie. Několik stovek „paxtonských“ pochodovalo Filadelfií v lednu 1764, ale přítomnost britské armády a milice jim zabránila v dalších násilnostech. Benjamin Franklin, který pomáhal s organizováním místní milice, jednal s „paxtonskými“ vůdci a podařilo se mu zažehnat hrozící krizi. Franklin pak publikoval břitkou obžalobu „paxtonských chlapců“. „Když mi ublíží jeden Indián,“ ptá se v ní, „znamená to, že se mohu pomstít na všech Indiánech?“

## Britská odpověď, 1764–1766
Indiánské útoky na hraniční osady eskalovaly na jaře a v létě 1764. Nejvíce zasaženou kolonií se stala Virginie, kde bylo zabito více než 100 Anglo-Američanů. 26. května 1764 bylo zabito 15 kolonistů pracujících na poli poblíž Fort Cumberland v Marylandu. 14. června tentýž osud potkal 13 osadníků poblíž Fort Loudon v Pensylvánii. Jejich domy byly navíc spáleny. Nejznámější případ (tzv. Enoch Brown massacre) se odehrál 26. července, kdy čtyři delawarští válečníci zabili a skalpovali učitele a jedenáct dětí (dvě skalpované děti přežily) ve škole v Pensylvánii (Franklin County). Incidenty jako tento podnítily Pensylvánské shromáždění a guvernéra Penna, aby schválili znovuzavedení odměn za skalpy, tak jak se to dělo za francouzské a indiánské války. Platilo se za každý skalp zabitého Indiána staršího deseti let, včetně žen.
Generál Amherst, který byl shledán Ministerstvem obchodu a kolonií (Board of Trade) odpovědným za povstání, byl odvolán do Londýna v srpnu 1763 a nahrazen generálmajorem Thomasem Gagem. V roce 1764 poslal Gage na západ dvě expedice jejichž cílem bylo rozbít vzpouru, osvobodit britské zajatce a zajmout domorodce zodpovědné za válku. Podle historika Freda Andersona prodloužila Gageova kampaň – vymyšlená však ještě Amherstem – válku o více než rok, neboť se zaměřila nikoli na ukončení bojů, nýbrž na potrestání domorodců. Jediná Gageova významná odchylka od Amherstova plánu spočívala v tom, že umožnil Williamu Johnsonovi dojednat mírovou smlouvu v Niagaře s těmi domorodci, kteří projevili ochotu „zakopat válečnou sekeru“.

### Smlouva z pevnosti Niagara
Mezi červencem a srpnem 1764 vyjednal William Johnson za přítomnosti asi 2000 Indiánů, převážně Irokézů, smlouvu v pevnosti Niagara (Treaty of Fort Niagara). Ačkoli většina Irokézů zůstala mimo konflikt, Senekové z oblasti řeky Genesee pozvedli zbraně proti Britům. Johnson se pokusil přivést je zpět do spojeneckého systému Covenant Chain. Jako kompenzaci za přepad u Devil's Hole byli Senekové donuceni odstoupit Britům strategicky důležitou portáž u Niagary. Johnson dokonce přesvědčil Irokéze, aby poslali bojovníky proti ohijským Indiánům. Irokézská válečná výprava zajala množství Delawarů a zničila opuštěné osady Delawarů a Šóníů v údolí řeky Susquehanna. Přesto se Irokézové nepodíleli na válce tolik, jak Johnson požadoval.

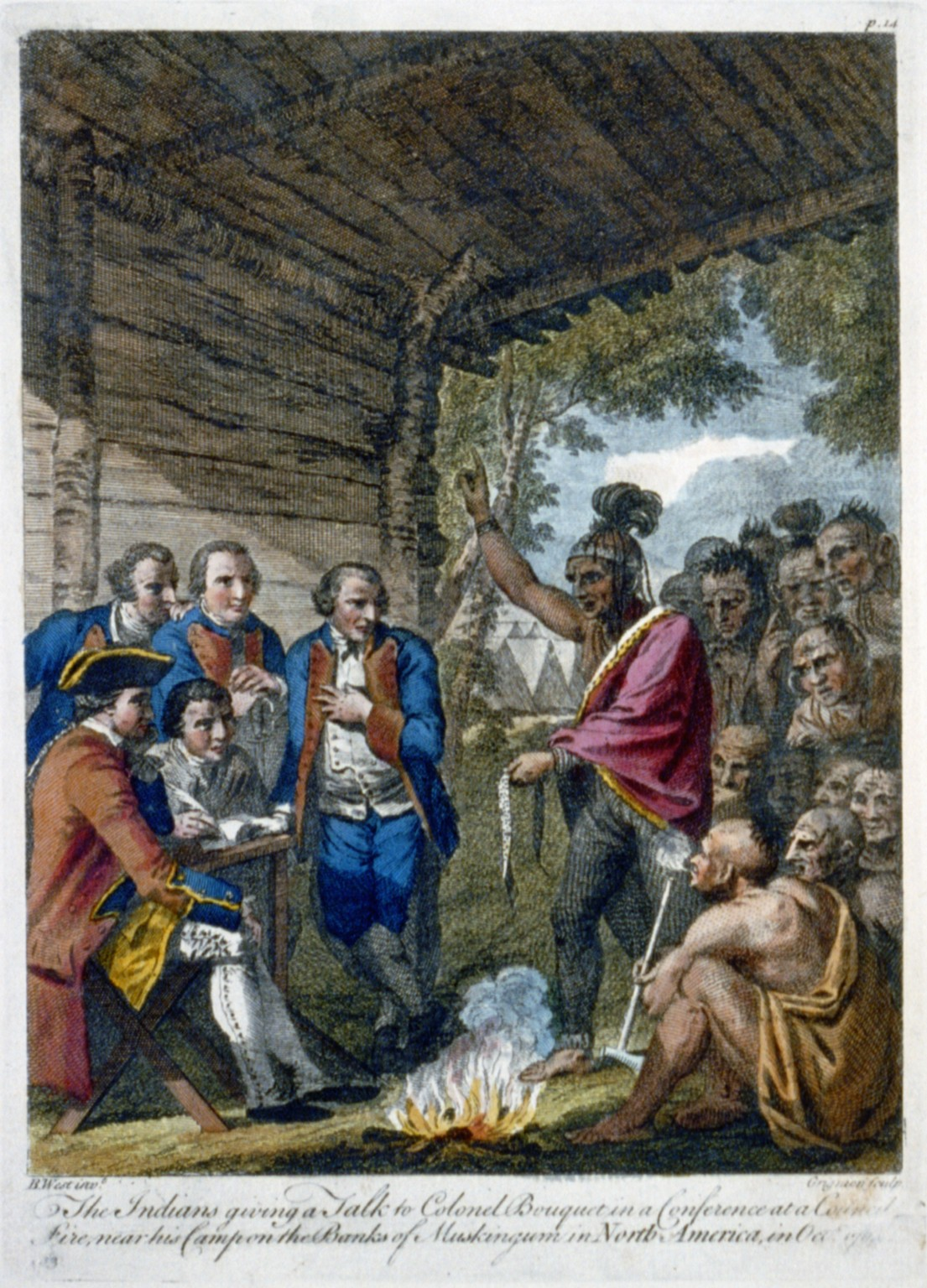
Bouquet vyjednává s Indiány. Domorodý řečník drží wampumový pás, důležitý prvek diplomacie ve východních lesích. Rytina z roku 1765 podle obrazu Benjamina Westa.

### Dvě expedice
Poté, co zajistili oblast v okolí Niagary, vyslali Britové dvě válečné výpravy na západ. První, kterou vedl plukovník John Bradstreet, plula lodí po Erijském jezeru, aby posílila Detroit. Bradstreet měl za úkol podmanit si Indiány v okolí Detroitu a poté se vydat na jih do Ohia. Druhá expedice vedená plukovníkem Bouquetem měla za úkol postupovat z Fort Pitt na západ a vytvořit v Ohiu „druhou frontu“.
Bradstreet vyrazil z Fort Schlosser začátkem srpna 1764 spolu s 1200 vojáky a početným kontingentem domorodých spojenců najatých Williamem Johnsonem. Bradstreet přesto cítil, že nemá dost sil, aby si nepřátele podmanil silou a 12. srpna vyjednal ve Fort Presque Isle mírovou smlouvu s delegací ohijských Indiánů vedenou Guyasutou. Bradstreet zjevně překročil své pravomoci, když vyjednal mírovou smlouvu místo příměří a když navíc souhlasil, že zarazí Bouquetovu expedici, která ještě neopustila Fort Pitt. Gage, Johnson a Bouquet se rozlítili, když zjistili, co Bradstreet udělal. Gage smlouvu odmítl, domníval se, že Bradstreet byl „napálen“, jen aby nedošlo k ofenzivě v údolí Ohia. Gage mohl mít pravdu: Ohijští domorodci nevrátili zajatce, tak jak slíbili na druhém setkání s Bradstreetem v září a někteří Šóníové se pokusili najmout francouzskou pomoc, aby mohli pokračovat ve válce.
Bradstreet pokračoval na západ a zatím nevěděl, že jeho nadřízení jsou jeho diplomatickými kroky rozezleni. 26. srpna 1764 dosáhl Detroitu, kde vyjednal další smlouvu. V pokusu zdiskreditovat Pontiaca, který nebyl přítomen, Bradstreet rozsekl mírový wampumový pás poslaný ottawským náčelníkem na jednání. Podle historika Richarda Whitea „tento čin, zhruba srovnatelný s tím, kdyby evropští vyslanci pomočili dojednanou dohodu, šokoval a urazil shromážděné Indiány.“ Bradstreet tvrdil, že domorodci v důsledku těchto jednání přijali britskou nadvládu, ale Johnson věřil, že to domorodci tak nechápali, a že budou potřeba další vyjednávání. Ačkoli Bradstreet úspěšně posílil případně znovuobsadil britské pevnosti v regionu, jeho diplomacie se ukázala býti kontroverzní a nepřesvědčivá.

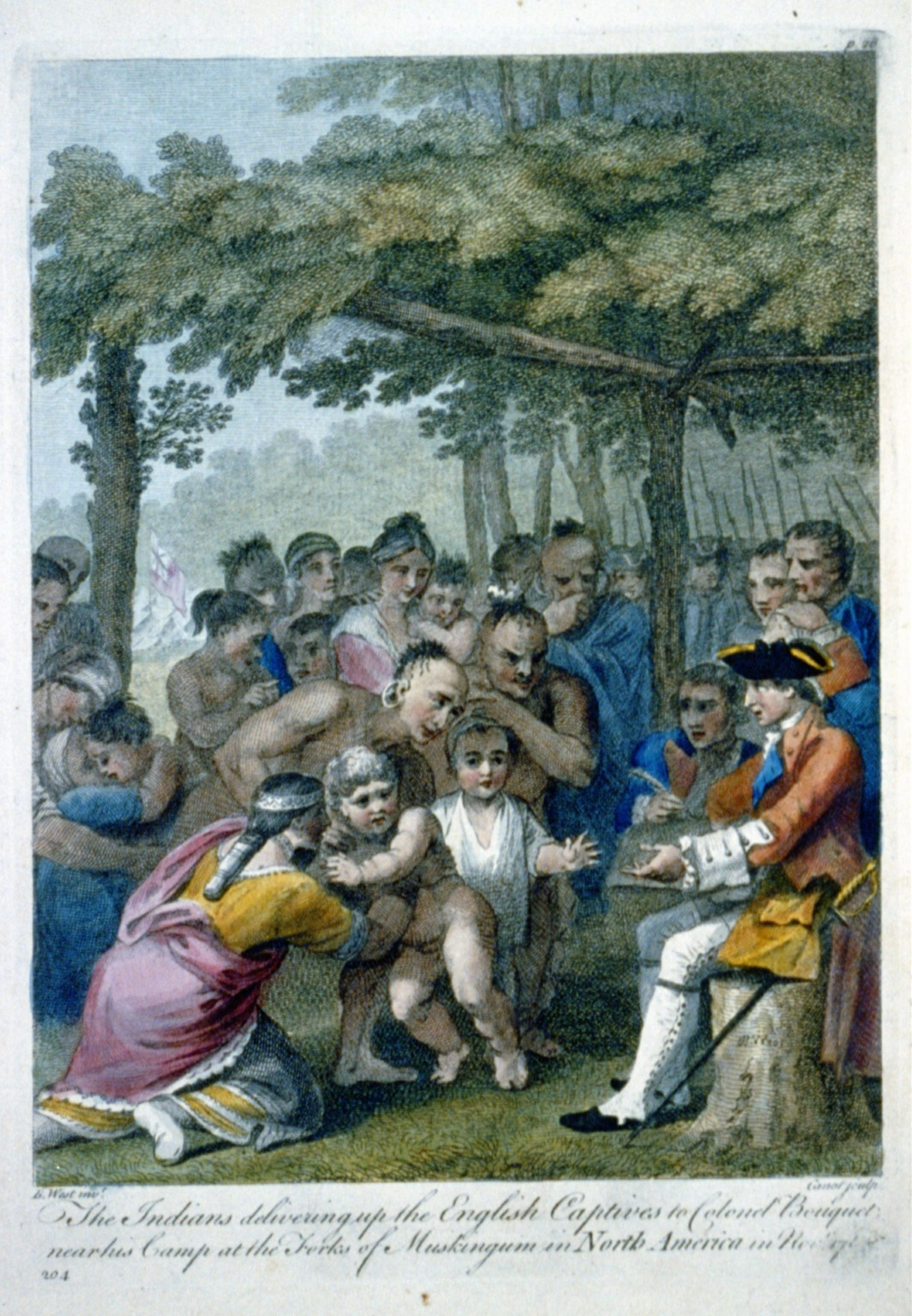
Protože mnoho zajatých koloniálních dětí bylo adoptováno do domorodých rodin, jejich nucený návrat často vyústil v emocionální scény, jak je zobrazeno na této rytině.

Plukovník Bouquet se zdržel v Pensylvánii při shromažďování milice a tak opustil Fort Pitt až 3. října 1764 v čele armády o síle 1,150 mužů. Pochodoval k řece Muskingum v Ohiu do blízkosti množství domorodých vesnic. Nyní, když byly vyjednány dohody ve Fort Niagara a Fort Detroitu, ohijští Indiáni se ocitli v izolaci a s jistými výjimkami byli ochotni k míru. Na setkání ze 17. října Bouquet požadoval, aby Indiáni vrátili všechny zajatce, dokonce i ty z doby francouzské a indiánské války. Guyasuta a další náčelníci váhavě vydali 200 zajatců, mnoho z nich již adoptovaných do domorodých rodin. Jelikož nešlo o všechny zajatce, Indiáni museli dodat rukojmí jako garanci, že vydají i zbytek zajatců. Ohijští domorodci souhlasili, že se zúčastní oficiální mírové konference, která se uskutečnila pod patronací Williama Johnsona v červenci 1765.

### Smlouva s Pontiacem
Ačkoli válečné střety de facto ustaly s expedicemi z roku 1764, Indiáni stále volali po ozbrojeném boji v oblasti Illinois, kde Britové ještě měli převzít Fort de Chartres od Francouzů. Šóníský válečný náčelník Charlot Kaské se ukázal jako nejnesmiřitelnější protibritský vůdce, který svým vlivem dočasně zastínil i Pontiaca. Kaské cestoval až do New Orleans ve snaze získat pomoc Francouzů proti Britům. V roce 1765 Britové rozhodli, že okupace Illinois může být dosažena jen diplomatickými prostředky. Jejich představitelé se zaměřili na Pontiaca, který zmírnil svou bojovnost poté, co se dozvěděl o Bouquetově příměří s ohijskými kmeny. Johnsonův vyslanec George Croghan přicestoval v létě 1765 do Illinois a ačkoli byl cestou zraněn při útoku Kickapooů a Mascoutenů, podařilo se mu setkat a jednat s Pontiacem. Zatímco Charlot Kaské chtěl Croghana upálit u kůlu, Pontiac byl umírněnější a souhlasil odcestovat do New Yorku, kde uzavřel 25. července 1766 formální mírovou smlouvu s Williamem Johnsonem ve Fort Ontariu. Nešlo o kapitulaci – žádné území nebylo odstoupeno, žádní zajatci vráceni, žádní rukojmí přijati. Než aby přijal britskou nadvládu překročil Kaské řeku Mississippi a opustil britské území spolu s dalšími francouzskými a indiánskými uprchlíky.

## Důsledky a odkaz

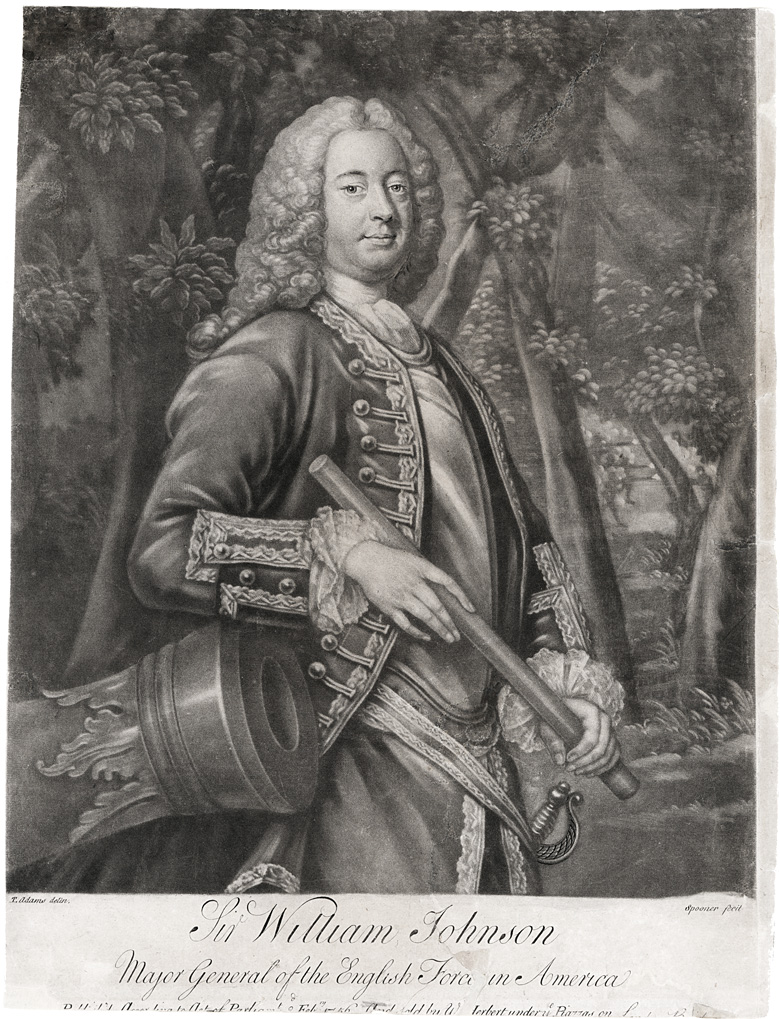
Sir William Johnson, britský pověřenec pro indiánské záležitosti a velmi vlivná postava předrevoluční Ameriky

Přesné ztráty vzešlé z této války nejsou známy. Okolo 400 britských vojáků bylo zabito přímo v bojích a přibližně 50 dalších Indiáni zajali a umučili k smrti. George Croghan odhadl, že 2 000 osadníků bylo zabito nebo zajato, číslo, které bývá občas „zjednodušeno“ na 2 000 „zabitých“. Násilnosti donutily asi 4 000 osadníků z Pensylvánie a Virginie, aby opustili své domovy. Ztráty domorodců obvykle nebyly zaznamenávány, ale odhaduje se, že okolo 200 válečníků padlo přímo v bojích a neznámé množství Indiánů zahynulo v důsledku epidemií, zčásti zřejmě cíleně vyvolaných Brity.
Pontiacova válka bývala tradičně zobrazována jako indiánská porážka, ale současní badatelé ji obvykle považují za vojenský pat: zatímco domorodci neuspěli s vyhnáním Britů, ti zase nebyli schopni Indiány vojensky zneškodnit. Vyjednávání a přizpůsobení se situaci, spíše než úspěchy na bitevním poli, přispěly ke konci války. Svým způsobem šlo i o vítězství domorodců, neboť donutili britskou vládu změnit Amherstovu politiku a vybudovat s domorodci vztahy na podobné bázi jako dřívější francouzsko-indiánská aliance.
Vztahy mezi anglo-americkými kolonisty a domorodými Američany, které byly vážně narušeny během francouzské a indiánské války, dosáhly během Pontiacova povstání bodu mrazu. Podle historika Davida Dixona byla „Pontiacova válka bezprecedentní z hlediska strašlivých násilností a obě strany se zdály být nakaženy genocidním fanatismem.“ Historik Daniel Richter považuje indiánský pokus vyhnat Brity a úsilí „paxtonských hochů“ zbavit se Indiánů za paralelu k etnickým čistkám. Lidé na obou stranách konfliktu došli k závěru, že kolonisté a domorodci jsou přirozeně odlišní a nemohou žít pospolu. Podle Richtera se během války vynořila „nová myšlenka, že totiž všichni domorodí lidé jsou 'Indiáni' a všichni Euro-Američané jsou 'Běloši', a všichni na jedné straně se musí sjednotit, aby zničili stranu druhou“.

Linie mezi koloniemi a Indiány podle Royal Proclamation

Britská vláda rovněž došla k závěru, že je třeba udržet kolonisty a domorodce od sebe. 7. října 1763 vydala koruna tzv. Royal Proclamation of 1763 (doslova Královská proklamace, vyhláška či provolání) ve snaze reorganizovat správu Severní Ameriky po Pařížské mírové smlouvě (únor 1763). Na Proklamaci se již pracovalo, když vypuklo Pontacovo povstání a zprávy o něm urychlily její uzákonění. Úředníci vytyčili hraniční linii mezi britskými koloniemi při pobřeží a domorodým osídlením západně od Appalačských hor a de facto tak vytvořili rozsáhlou indiánskou rezervaci táhnoucí se od Appalačí po řeku Mississippi a od Floridy po Newfoundland. Tím, že vláda zakázala kolonistům tuto čáru překračovat, doufala, že se do budoucna vyhne konfliktům jako byla Pontiacova válka. „Královská proklamace,“ píše historik Colin Calloway, „odrážela názor, že segregace nikoli interakce by měla charakterizovat indiánsko-bělošské vztahy.“
Důsledky Pontiacovy války byly dlouhodobé. Protože Proklamace oficiálně uznala, že Indiáni mají určitá práva na zemi, kterou obývají, byla domorodci nazývána „Listinou práv“ a stále do jisté míry formuje vztahy mezi kanadskou vládou a „prvními národy“ (Indiány). Pro britské kolonisty a spekulanty s územím však znamenala odebrání plodů vítězství – západních zemí – které byly vybojovány nad Francií. Nespokojenost přispěla k přetrhání vazeb k Velké Británii a byla jednou z příčin americké revoluce. Podle Colina Callowaye „Pontiacova vzpoura nebyla poslední americkou válkou za nezávislost – američtí kolonisté provedli poněkud úspěšnější pokus o dvanáct let později, pokus který byl paradoxně zčásti vyvolán snahou britské vlády podobným válkám zabránit.“
Pro domorodé Američany ukázala Pontiacova válka možnost mezikmenové spolupráce při snaze zabránit anglo-americké koloniální expanzi. Ačkoli konflikt jako již tradičně rozdělil kmeny a vesnice, stala se válka i ukázkou prvního skutečně rozsáhlého "multikmenového" odporu vůči evropské kolonizaci Severní Ameriky. Rovněž šlo o jednu z mála válek mezi Evropany a Indiány, kterou Indiáni neprohráli. Proklamační hranice ve skutečnosti nezabránila dalšímu pronikání britských kolonistů na západ a tak domorodci museli zavelet k dalšímu odporu. Začalo to shromážděními, které v roce 1767 hostil kmen Šóníů a pokračovalo snahami náčelníků jako Joseph Brant, Alexander McGillivray, Blue Jacket a Tecumseh vybudovat indiánské konfederace, které by oživily úsilí Pontiacovy války.